# Seleção Paquistanesa de Futebol
A Seleção Paquistanesa de Futebol representa o Paquistão nas competições de futebol da FIFA. Foi fundada e filiada à instituição em 1948.
Manda seus jogos no Punjab Stadium, na cidade de Laore. Nunca disputou edições da Copa do Mundo nem da Copa da Ásia, restringindo suas participações nos Jogos Sul-Asiáticos, onde ganhou quatro medalhas de ouro (1989, 1991, 2004 e 2006), além de uma medalha de bronze, nos Jogos Sul-Asiáticos de 1987, disputados em Calcutá, na Índia.
As maiores vitórias do Paquistão no futebol foram dois 7 a 0 (contra Butão e Tailândia) e um 9 a 2 frente a Guam. Já as maiores derrotas dos verdes na história foi um 8 a 0 favorável ao Iraque e um duplo 9 a 1 a favor da Seleção do Irã, em 1966 e 1969. A equipe chegou a ser suspensa 2 vezes pela FIFA, em 2017 (por ingerência indevida de terceiros na Federação Paquistanesa) e entre 2021 e 2022, por interferência do governo na entidade.
O Paquistão não possui em seu elenco jogadores de renome no futebol; os mais conhecidos são Zesh Rehman, nascido em Birmingham, na Inglaterra, e convocado para a Seleção entre 2005 e 2019, e Jaffar Khan, recordista de jogos disputados pela seleção (44, entre 2001 e 2013).

## Desempenho em Copas do Mundo
- 1930 a 1938: Não existia.
- 1954 a 1986: Não se inscreveu.
- 1966 a 2022: Não se classificou.
- 2026: A definir.

## Desempenho em Copas da Ásia
- 1956: Desistiu
- 1960: Não se classificou
- 1964: Desistiu
- 1968: Não se classificou
- 1972 a 1980: Desistiu
- 1984 a 2007: Não se classificou
- 2011 a 2015: Desistiu
- 2019 a 2023: Não se classificou

## Recordes
- Atualizado até 27 de junho de 2023

Jogadores em negrito ainda em atividade pela Seleção Paquistanesa.
| #  | Nome             | Partidas | Gols | Em atividade |
| -- | ---------------- | -------- | ---- | ------------ |
| 1  | Jaffar Khan      | 44       | 0    | 2001–2013    |
| 2  | Samar Ishaq      | 42       | 3    | 2006–2013    |
| 3  | Muhammad Essa    | 37       | 11   | 2001–2009    |
| 4  | Haroon Yousaf    | 30       | 3    | 1993–2003    |
| 5  | Tanveer Ahmed    | 29       | 3    | 1999–2008    |
| 5  | Hassan Bashir    | 29       | 9    | 2012–        |
| 7  | Adnan Ahmed      | 27       | 4    | 2007–2013    |
| 8  | Muhammad Adil    | 26       | 0    | 2011–        |
| 8  | Kaleemullah Khan | 26       | 4    | 2011–        |
| 10 | Abdul Aziz       | 25       | 0    | 2005–2011    |
| 10 | Saddam Hussain   | 25       | 0    | 2011–        |
| 10 | Zesh Rehman      | 25       | 1    | 2005–2019    |

| # | Nome             | Gols | Partidas | Média por jogo | Em atividade |
| - | ---------------- | ---- | -------- | -------------- | ------------ |
| 1 | Muhammad Essa    | 11   | 37       | 0.3            | 2001–2009    |
| 2 | Masood Fakhri    | 9    | —        | —              | 1952–1956    |
| 2 | Hassan Bashir    | 9    | 29       | 0.31           | 2012–        |
| 4 | Arif Mehmood     | 6    | 19       | 0.32           | 2005–2012    |
| 4 | Sarfraz Rasool   | 6    | 17       | 0.35           | 1999–2003    |
| 6 | Safiullah Khan   | 5    | 10       | 0.5            | 2005–2009    |
| 6 | Gohar Zaman      | 5    | 10       | 0.5            | 1999–2002    |
| 8 | Muhammad Qasim   | 4    | 15       | 0.27           | 2007–2011    |
| 8 | Kaleemullah Khan | 4    | 26       | 0.15           | 2011–        |
| 8 | Adnan Ahmed      | 4    | 27       | 0.15           | 2007–2013    |

## Treinadores
- Khawaja Riaz Ahmed (1950–1952)
- Syed Rahman (1953)
- Khawaja Riaz Ahmed (1954)
- Abdul Wahid Durrani (1955)
- Treinador desconhecido (1956–1957)
- Sharif Khan (1958)
- Malik M. Hussain (1959)
- Flight Lt. Ramizuddin (1959)
- George Ainsley (1959–1962)
- Sheikh Shaheb Ali (1960, interino)
- Sheikh Shaheb Ali (1963, interino)
- Fl. Lt. Atiq Ahmad (1964)
- Treinador desconhecido (1965–1966)
- Mohammad Amin (1967)
- Treinador desconhecido (1968–1972)
- Mohammad Amin (1973)
- Géza Kalocsay (1974–1980)
- Bert Trautmann (1980–1983)
- Treinador desconhecido (1984)
- Younus Changezi (1985–1987)
- Burkhard Ziese (1987–1990)
- Muhammad Aslam Japani (1991–1993)
- Treinador desconhecido (1994–1996)
- Muhammad Idrees (1997)[3]
- Treinador desconhecido (1998)
- Khairul Pearu (1999)[4]
- Pedro Dias (1999)
- Dave Burns (2000–2001)
- John Layton (2001–2002)
- Joseph Herel (2002–2003)
- Wang Xiaohe (2003–2004)
- Tariq Lutfi (2004–2005)
- Salman Sharida (2005–2007)
- Akhtar Mohiuddin (2007–2008)
- Shahzad Anwar (2008, interino)
- György Kottán (2009–2010)
- Graham Roberts (2010–2011)
- Tariq Lutfi (2011, interino)
- Zaviša Milosavljević (2011–2013)
- Shahzad Anwar (2013, interino)
- Mohammad Al-Shamlan (2013–2015)
- Shahzad Anwar (2015–2017)
- José Antonio Nogueira (2018–2019)
- Tariq Lutfi (2019–2021)
- Shahzad Anwar (2021–2023)
- Stephen Constantine (2023–)